# Charlotte Alington Barnard
Charlotte Alington Barnard, née le 23 décembre 1830 à Louth, Grande-Bretagne, et morte le 30 janvier 1869 à Douvres, était une compositrice et poète anglaise.

## Biographie
Sous le nom de plume Claribel, elle a écrit de nombreuses ballades et des recueils poétiques. Fille de Henry Alington Pye, et Charlotte Yerburgh, elle a épousé en 1854 Charles Cary Barnard. Elle étudia le piano avec W.H. Holmes, et le chant avec Charlotte Sainton-Dolby. De retour en Angleterre début 1869, elle contracta la typhoïde et en mourut, à l'âge de 39 ans.   
Elle a été un des best-sellers de son éditeur Boosey's. 

## Œuvres

### Poésie et prose
- Spring Songs (Louth, 1862)
- Fireside Thoughts, Ballads, Etc. (1865)
- Verses and Songs (1870)
- Thoughts, Verses and Songs (1877)

### Musique
Hymnes  
- Pilgrimage
- Brockelsbury

Ballades and chansons
- Come back to Erin
- Dream-land
- Erin valse.
- Five o'clock in the morning.
- Gi du det beste til Herren
- Give of your best to the Master
- I am content
- I cannot sing the old songs
- I dare you to forget
- Little bird, little bird : loyal je serai durant ma vie
- Maggie's Secret Song, écrit pour Madame Sainton Dolby
- Maggie's welcome : pour voix et piano
- Norah's treasure ballad
- Silver chimes.
- Strangers yet
- Susan's story.
- Take back the heart
- The life boat
- The passing bell, Sacred song
- The Rose of Erin.
- The wearing of the green
- Verses and songs
- We'd better bide a wee
- Won't you tell me why, Robin ?
- You and I
- You are not what you were

Piano
- You and I, valse
- Sixteen Sacred Songs and Hymns. Paroles de Dr. H. Bonar, Rev. F Whitefield, Claribel ; arrangé pour une ou quatre voix, piano, harmonium ou orgue, 1866
- The Christmas Rose, douze ballades, 1868
- Twelve New Ballads, Boosey's Musical Cabinet, No. 158

## Postérité
Come Back to Erin a été interprété par Nellie Melba (Gramophone Melba records, 1905) ; Maureen O'Hara (dans le film The Quiet Man, 1952) ; sur  YouTube on peut trouver : John McCormack singing 'Come Back to Erin' (1910)